# マネー・チェンジャース/銀行王国
『マネー・チェンジャース/銀行王国』（原題：Arthur Hailey's the Moneychangers）は、アメリカで製作されたテレビドラマ。NBCテレビで1976年に放送された。制作はパラマウント・テレビジョン。

## 概要
1975年にアーサー・ヘイリーが書いた同名小説を4部構成のテレビドラマとして放送。カーク・ダグラスとクリストファー・プラマーがW主演で助演陣はアン・バクスター、ローン・グリーン、パトリック・オニールとオールスターキャストである。
尚、クリストファー・プラマーは本作で、1977年プライムタイム・エミー賞主演男優賞を受賞した。
日本では、NHK総合にて1978年5月5日、6日に放送された。当時の題は『マネーチェンジャーズ』。その後はTVKやサンテレビでも再放送された。

## ストーリー
アメリカ最大の銀行の1つであるFirst Mercantile Americanでは、CEOであるベン・ロゼリが病気のため危篤状態であった。
そこで、副社長であるアレックスとロスコーはCEOの座につくため後継者争いを開始することとなった。

## キャスト
※括弧内は日本語吹替
- アレックス：カーク・ダグラス（高橋昌也）
- ロスコー：クリストファー・プラマー（滝田裕介）
- マーゴ：スーザン・フラナリー（小沢左生子）
- マイルズ：ティモシー・ボトムズ（野沢那智）
- エドウィナ：アン・バクスター（加藤道子）
- ノーラン：パーシー・ロドリゲス（小林昭二）
- バタートン：ラルフ・ベラミー（久米明）
- クォーターメイン：ローン・グリーン（小松方正）
- アブリル：ジョーン・コリンズ（小原乃梨子）
- ファニータ：アミー・ティバル（二木てるみ）
- マッカートニー医師：ヘレン・ヘイズ（北原文枝）
- ハロルド：パトリック・オニール（中村正）

## スタッフ
- 監督：ボリス・セイガル
- 製作総指揮：ロス・ハンター、ジャック・メイプス
- 原作：アーサー・ヘイリー
- 脚本：ディーン・リーズナー、スタンフォード・ホイットモア
- 撮影：ジョセフ・F・バイロック
- 音楽：ヘンリー・マンシーニ
- 製作：パラマウント・テレビジョン

### 日本語版
- 演出：小林守夫
- 翻訳：佐藤一公